# Хлорид метилртути
Хлорид метилртути (метилмеркурхлорид) — ртутьорганическое соединение, производное катиона метилртути.

## Физические свойства
Кристаллы, мало растворимые в воде, растворимые в ацетоне и этаноле.

## Применение
Протравитель семян.

## Токсичность
Высокотоксичное вещество. ЛД50 (белые мыши, внутрижелудочно) = 50 мг/кг.